# Nivå Havn
Nivå Havn is een plaats in de Deense regio Hovedstaden, gemeente Fredensborg. Nivå Havn ligt circa 500 meter ten oosten van het dorp Nivå. In 2009 telde de plaats 309 inwoners. Sinds 2010 valt Nivå Havn onder Humlebæk en wordt er geen apart inwonertal meer voor de plaats gepubliceerd. 
De jachthaven van Nivå Havn is in 1985 aangelegd in de kleiafgraving van een van de voormalige steenfabrieken.